# Hans Friedrichs (Politiker)
Hans Friedrichs (* 10. Mai 1914 in Frankfurt (Oder); † 24. März 1979 in Attersee am Attersee/Österreich) war ein deutscher  Politiker (CDU) und Mitglied der Bremischen Bürgerschaft.

## Biografie
Friedrichs wohnte ab 1959 in Bremen und war als selbstständiger Grundstücksmakler und Versicherungskaufmann tätig.
Er war Mitglied der CDU Bremen.
Von 1967 bis 1971 war er Mitglied der 7. Bremischen Bürgerschaft und Mitglied verschiedener Deputationen, u. a. für das Wohlfahrtswesen.